# Rahul Dev Burman
Rahul Dev Burman (ur. 27 czerwca 1939 w  Kalkucie, zm. 4 stycznia 1994 w Bombaju) – jeden z przedstawicieli bollywoodzkiej muzyki filmowej, autor muzyki do 331 filmów (m.in. Sholay), długoletni współpracownik znanej indyjskiej śpiewaczki L. Mangeshkar.. Nagrodzony Nagrodą Filmfare za Najlepszą Muzykę za 1942: A Love Story (1994), Masoom (1983), Sanam Teri Kasam (1982).

## Wybrana filmografia
- 1942: A Love Story 1994
- Parinda,
- Alibaba Aur 40 Chor,
- Shakti, .
- Deewaar (film 1975),
- Caravan
- Sholay
- Seeta Aur Geeta
- Masoom
- Sanam Teri Kasam